# Smurf Racer!
Smurf Racer!, conocido como 3, 2, 1, Smurf! My First Racing Game o 3, 2, 1, A Pitufar!  en Europa, es un videojuego de carrera, basada en la historieta de Los Pitufos, Al estilo de Mario Kart y Diddy Kong Racing, fue lanzada para PlayStation en 1 de abril de 2001 en América del Norte y Europa, y fue desarrollado por Artificial Mind and Movement y Publicada por Infogrames, . No habrá lanzamientos de Los Pitufos hasta el 2010, lanzara por iOS llamada Smurfs' Village, fue desarrollada por Capcom.

## Jugabilidad
Juega como uno de varios personajes de los Pitufos con su propio vehículo de carreras especial en una carrera alrededor del pueblo y otros lugares del Bosque de los Pitufos contra algunos de tus compañeros Pitufos. Recoge impulsos turbo para adelantarte a tus oponentes, así como armas que puedes desplegar para ralentizar a los otros corredores mientras te diriges a la línea de meta.

## Personajes
Iniciales
- Papá Pitufo
- Pitufina
- Pitufo Cocinero
- Pitufo Bromista
- Pitufo Fortachón
- Pitufo Pintor
- Pitufo Armonía
- Pitufo Manitas

Desbloqueables
- Pitufo Salvaje (Se desbloquea al ganar el circuito En los Árboles en el modo Campeonato).
- Rey Pitufo (Se desbloquea al ganar el circuito El Barrio Real en el Modo Campeonato).
- Super Drive (Se desbloquea al ganar el circuito del Laboratorio de Gargamel en el Modo Campeonato).
- Cosmopitufo (Se desbloquea al ganar el circuito de Desafío del Cosmo Pitufo en el modo Campeonato).

## Circuitos
El Pueblo Pitufo
- El Pueblo
- Alrededor de la Presa
- En los arboles

El Gran Castillo
- El Castillo de las Nieves
- Dentro de las Murallas
- El Barrio Real

Zona prohibida
- La Mansión encantada
- El Pantano Lúgubre
- El Laboratorio de Gargamel

Circuito Extra
- El desafío del Cosmopitufo (se desbloquea superando todas las pistas en el modo Campeonato)

- Datos: Q3542265